# Vanth

Orco e Vanth

Vanth, oficialmente (90482) Orco I Vanth, é o único satélite natural que se conhece do provável planeta-anão Orco. Foi descoberto por Mike Brown e T.-A. Suer utilizando imagens tiradas pelo telescópio espacial Hubble em 13 de novembro de 2005. Sua descoberta foi confirmada em 22 de fevereiro de 2007 na IAUC 8812.

## Órbita
Este satélite gira em torno de Orco em um círculo "quase perfeito", com um período orbital de quase 10 dias. Brown suspeita que como no caso de Plutão e Caronte, Orco e Vanth estão confrontados gravitacionalmente.

## Propriedades
Vanth foi encontrado a só 0,25 segundos de arco sobre Orco, uma diferença de magnitude absoluta de 2,7 ± 1,0. As estimativas realizadas por Mike Brown no ano de 2009 indicam que a magnitude de Vanth é 21,97 ± 0,05, o que significa que é de 2,54 ± 0,01 magnitudes menos luminosas que Orco. Isto sugere que tem um diâmetro de aproximadamente 280 km, com um diâmetro 3,2 vezes menor que seu objeto principal, supondo que tem albedos similares. Pensa-se que a diferença de cor é: Orco (neutro) e de Vanth (vermelho), o que sugere que este último poderia ter um albedo menor que o dobro de Orco, fazendo Vanth ter mais de 380 km de diâmetro, enquanto Orco possui 860 quilômetros de diâmetro. A massa de Vanth também depende do albedo que possui variando entre 3% a 7,5% da massa total do sistema.
O satélite não parece ser como outros satélites que tem sua origem em um caso de colisão, já que seu espectro é muito diferente em relação a seu planeta, o que poderia indicar que foi um objeto do cinturão de Kuiper capturado.

## Nome
Um vez descoberto, Vanth recebeu a designação provisória de ‘’S/2005 (2004 DW)’’. Em 23 de março de 2009, Brown pediu aos leitores de suas colunas semanais que sugerissem possíveis nomes para a Lua. O melhor nome seria enviado à União Astronômica Internacional (UAI), em 5 de abril de 2009. O nome de Vanth provém de uma deusa da mitologia etrusca que guiou as almas dos mortos ao submundo e foi escolhida por um punhado de sugestões. A proposta de Vanth era a única puramente etrusca, foi a sugestão mais popular e foi proposta pela primeira vez por Sonya Taaffe. Esta sugestão foi avaliada e aprovada pela UAI em uma nota emitida em 30 de março de 2010.
A Vanth etrusca está associada frequentemente com a companhia de Caronte, do mesmo modo que também o sistema de Orco (conhecido como o “anti-Plutão”, pelo tipo de ressonância que tem com Netuno, pois Ocrus sempre está oposto a Plutão em relação do Sol) e Vanth se compara com o sistema de Plutão. Taaffe diz que “Vanth acompanhou as almas dos mortos desde o momento de sua morte até sua viagem aos infernos, com sua face sempre voltada para Orco” – uma possível referência à órbita sincrônica de Vanth em Orco.